# Синанян, Рипсиме Терджановна
Рипсиме Терджановна Синанян (арм. Հռիփսիմե Թերջանի Սինանյան; 1911, город Эрзерум Западной Армении — дата и место смерти не установлены) — советский армянский работник здравоохранения, врач-терапевт. Заведующая терапевтическим и кардиологическим отделениями Республиканской клинической больницы в Ереване. Герой Социалистического Труда (1969). Заслуженный врач Армянской ССР (1963).

## Биография
Рипсиме Терджановна Синанян родилась в 1911 году в городе Эрзерум Западной Армении. Спасавшись от геноцида армян 1915 года, семья Синанянов провела несколько месяцев в городе Эчмиадзин, ночуя с остальными беженцами у стен Эчмиадзинского кафедрального собора и Церкви Святой Рипсимэ. После нескольких месяцев семья переселилась в город Эривань (Ереван), после чего — в Баку.
Рипсиме Синанян с отличием окончила среднюю школу в Баку и поступила в Ереванский медицинский институт. В 1932 году, с отличием закончив институт, Синанян была направлена на работу в село Мец Шахрихат Октемберянского района Армянской ССР в качестве врача и заведующего тропической станцией. В этот период в Армении разразились эпидемии тифа и малярии, и Синанян принимала активное участие в борьбе против них.
В 1937 году, решив углубиться в медицинскую науку, Рипсиме Синанян переехала в Ереван и поступила в аспирантуру на кафедру госпитальной терапии Ереванского медицинского института. Одновременно она работала терапевтом в Республиканской клинической больнице. В 1941 году вступила в ВКП(б)/КПСС. В июне того же года, с началом Великой Отечественной войны, Синанян решила оставить учёбу и работу в Ереване, и добровольно отправилась в новооткрытый эвакогоспиталь № 1490 в городе Вагаршапат (Эчмиадзин). Она была назначена ведущим терапевтом и начальником терапевтического отделения эвакогоспиталя. Служила в звании военврача 3-го ранга. На этой работе проявились организаторские способности Синанян. При выполнении тяжёлой работы, ухаживая за раненым и больным, она проявила большую инициативу, энтузиазм и преданность делу, была дисциплинированным врачом. Кроме того, она активно участвовала в общественной жизни госпиталя. По воспоминаниям коллег, Синанян отдавала предусмотренный для неё дневной рацион больным, ночью оставляя пищу на тумбах. В 1943 году за образцовое выполнение боевых заданий Командования на фронте борьбы с немецкими захватчиками и проявленные при этом доблесть и мужество была награждена медалью «За боевые заслуги».
В 1945 году, после окончания Великой Отечественной войны, Рипсиме Синанян вернулась в Ереван и продолжила аспирантское обучение. Но через некоторое время она решила применить полученные опыт и знания на практике и, оставив аспирантуру, вновь стала работать в Республиканской клинической больнице: сначала ординатором, с 1953 года заведующей 3-м терапевтическим отделением, позже — заведующей кардиологическим отделением. По утверждению коллег и многочисленных подопечных, Синанян отличали скромность, крайнее трудолюбие, сострадательность и добросовестность. В 1963 году Синанян была удостоена почётного звания заслуженного врача Армянской ССР. В Республиканской клинической больнице Синанян работала до 1978 года.
Указом Президиума Верховного Совета СССР от 4 февраля 1969 года за большие заслуги в области охраны здоровья советского народа Рипсиме Терджановне Синанян было присвоено звание Героя Социалистического Труда с вручением ордена Ленина и золотой медали «Серп и Молот».

## Награды
- Герой Социалистического Труда (Указ Президиума Верховного Совета СССР от 4 февраля 1969 года, орден Ленина и медаль «Серп и Молот») — за большие заслуги в области охраны здоровья советского народа[7][8].
- Медаль «За боевые заслуги» (13.02.1943)[4].
- Медаль «За победу над Германией в Великой Отечественной войне»[5].
- Медаль «За доблестный труд в Великой Отечественной войне»[5].
- Заслуженный врач Армянской ССР (1963)[2].
- Значок «Отличнику здравоохранения»[4].

## Комментарии
1. ↑  В некоторых источниках имя указывается как Рипсима[2], Репсима[3], в наградном листе медали «За боевые заслуги» — Рипсик[4].